# Sphaeroderma leei
Sphaeroderma leei es una especie de insecto coleóptero de la familia Chrysomelidae.
Fue descrita científicamente en 1980 por Takizawa.